# Лодај (Охајо)
Лодај (енгл. Lodi) град је у америчкој савезној држави Охајо.

## Демографија
По попису из 2010. године број становника је 2.746, што је 315 (-10,3%) становника мање него 2000. године.
| Група             | 2000.         | 2010.         |
| Белци             | 3.003 (98,1%) | 2.673 (97,3%) |
| Афроамериканци    | 1 (0,0%)      | 10 (0,4%)     |
| Азијати           | 5 (0,2%)      | 6 (0,2%)      |
| Хиспаноамериканци | 15 (0,5%)     | 29 (1,1%)     |
| Укупно            | 3.061         | 2.746         |